# Koknese (stacja kolejowa)
Koknese (łotewski: Stacija Koknese) – stacja kolejowa w Koknese, w gminie Koknese, na Łotwie. Znajduje się na linii Ryga - Dyneburg.

## Historia
Stacja kolejowa Koknese została zbudowana wraz z linią kolejową Ryga-Daugavpils w 1861.
W latach 30. pociągi turystyczne Ryga - Kokneses były szczególnie popularne. Ich program obejmował ruiny zamku Koknese, pływanie łódką wzdłuż rzeki Dźwiny do Staburags.
Podczas II wojny światowej budynek stacji został zniszczony. 
W latach 2013–2014 stacja została zmodernizowana, a perony przebudowane i podwyższone.

## Linie kolejowe
- Ryga – Krustpils